# Francisco Mayer Garção
Francisco de Sande Salema Mayer Garção (Lisboa, 18 de fevereiro de 1872 — Lisboa, 4 de agosto de 1930) foi um jornalista republicano e prolífico escritor. Era considerado «o príncipe do jornalismo». Foi pai do advogado Fernando Mayer Garção, distinto opositor ao Estado Novo.

## Biografia
Foi filho de Pedro Stockler Salema Garção e de Maria Madalena Rebelo Mayer, neto paterno de José Maria Stockler Salema Garção e de Maria Margarida Garção Stockler.
Com apenas 19 anos de idade, em 1899, já era considerado um jornalista brilhante, colaborador em Branco e Negro : semanario illustrado, e co-autor, com Fernando Reis, de uma publicação de crítica intitulada «Os Vermelhos».
Contudo, o seu lançamento como jornalista ocorreu quando escreveu «A Queimar Cartuchos», uma polémica com Silva Pinto, conhecido pelo seu sarcasmo, na qual Mayer Garção, ainda estudante, se saiu tão bem que o Silva Pinto passou a apadrinhar a sua carreira jornalística.
Fundou em 1896, com Antero de Figueiredo, José Sarmento e Domingos de Guimarães, entre outros, a revista «Inferno». Trabalhou nos jornais «A Capital», «A Manhã» e «O Mundo».
Como jornalista de «A Capital» foi um dos grandes defensores da da intervenção portuguesa na Primeira Guerra Mundial.
Faleceu aos com 58 anos de idade devido a um acidente de viação, ao ser atropelado por um camião no Largo do Intendente, Lisboa.

## Obras publicadas
Para além de uma vasta obra dispersa por periódicos, é autor das seguintes monografia:
- Horas de combate (prefácio)
- Os cem sonetos (organização e prefácio)
- Os esquecidos
- A Ditadura e a Revolução. História dum crime punido pelo povo.
- Excelsior; carteira d'um idealista
- Cantos da esperança e da morte : Inéditos e dispersos
- Lucta de gigantes : a guerra do Transwaal (tradução e adaptação de uma obra de Louis Boussenard)
- Pátria e Liberdade. Conferência
- A minha paysagem : (versos)
- Horas de luta.
- Vitória de França
- O crime-Finis patriæ
- Marcha do ódio - Discursos e manifestos
- Execução de uma quadrilha
- Historia antiga : scena em verso (tradução e adaptação de obra de Guy de Maupassant)
- Os vermelhos : notas de dois refractarios (em colaboração com Fernando Reis)
- Lyra da alma
- A caminho do sol (colaboração com Fernando Reis)